# Vallhundsprov

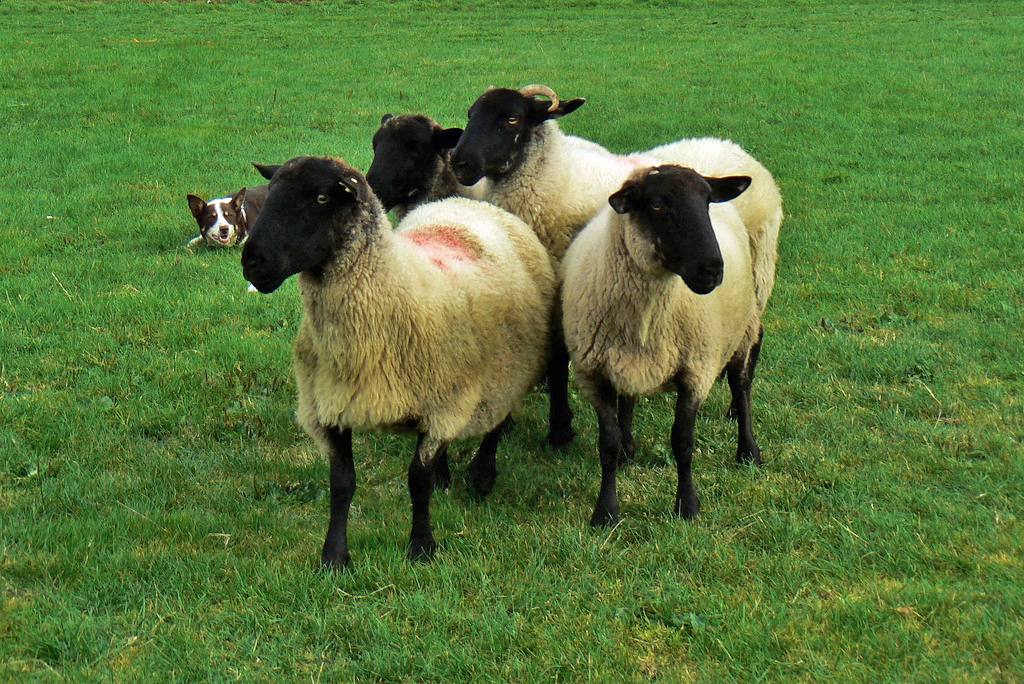
En border collie vallar får.

Vallhundsprov är en hundsport för vallhundar. Dirigerad av  en hundförare skall hunden valla flockar av tamfår eller nötkreatur runt särskilda banor med stängsel, grindar och fållor. Hunden skall hålla flocken samlad, kunna hämta in djur som avviker från flocken samt kunna avskilja enskilda djur. Hunden skall kunna driva flocken framåt i önskad hastighet och få den att stanna på kommando. I Finland finns vallhundsprov för renvallare.
Tävlingar finns på alla nivåer från lokala klubbtävlingar till världsmästerskap. Vallhundsprov är särskilt populära i stora fåravelsnationer som Storbritannien, Irland, Australien, Nya Zeeland, Sydafrika, Chile, Kanada och USA.
För de främsta vallhundsraserna border collie och australian stock dog (working kelpie) är meriter från vallhundsprov krav för att de skall få användas i avel.
I Sverige ordnas officiella vallhundsprov av Svenska Vallhundsklubben (SVaK), specialklubb för border colle. För australian cattledog, australian kelpie, australian shepherd,  australian stumpy tail cattle dog, belgisk vallhund, beauceron, briard och collie är vallhundsprov alternativ till andra bruksmeriter för erhållande av högre utmärkelser på hundutställningar. Proven är även öppna för övriga hundraser i gruppen Vall- boskaps- och herdehundar enligt den internationella kennelfederationen Fédération Cynologique Internationales (FCI) gruppindelning av hundraser samt de vallande spetsarna.